# Lockheed L-188 Electra
För andra betydelser, se Elektra (olika betydelser).
Lockheed L-188 Electra är ett amerikanskt 4-motorigt passagerarplan med turbopropmotor. Det flög första gången 1957 och tillverkades av Lockheed Corporation i 170 exemplar, varav 115 L-188A och 55 L-188C. Tillverkningen lades ner 1961.

## Flygbolag
Electra beställdes av och levererades bland annat till:
- American Airlines
- Ansett Airways
- Braniff International Airways
- Cathay Pacific Airways
- Eastern Air Lines
- Garuda Indonesia
- KLM
- National Airlines
- Northwest Airlines
- Pacific Southwest Airlines
- Qantas
- Tasman Empire Airways
- Trans Australia Airlines
- Western Airlines

Begagnade maskiner flögs bland annat av:
- Atlantic Airlines (Storbritannien)
- Channel Express
- Falconair
- Falcon Aviation
- Fred Olsen
- Sterling Airways

## Bildgalleri

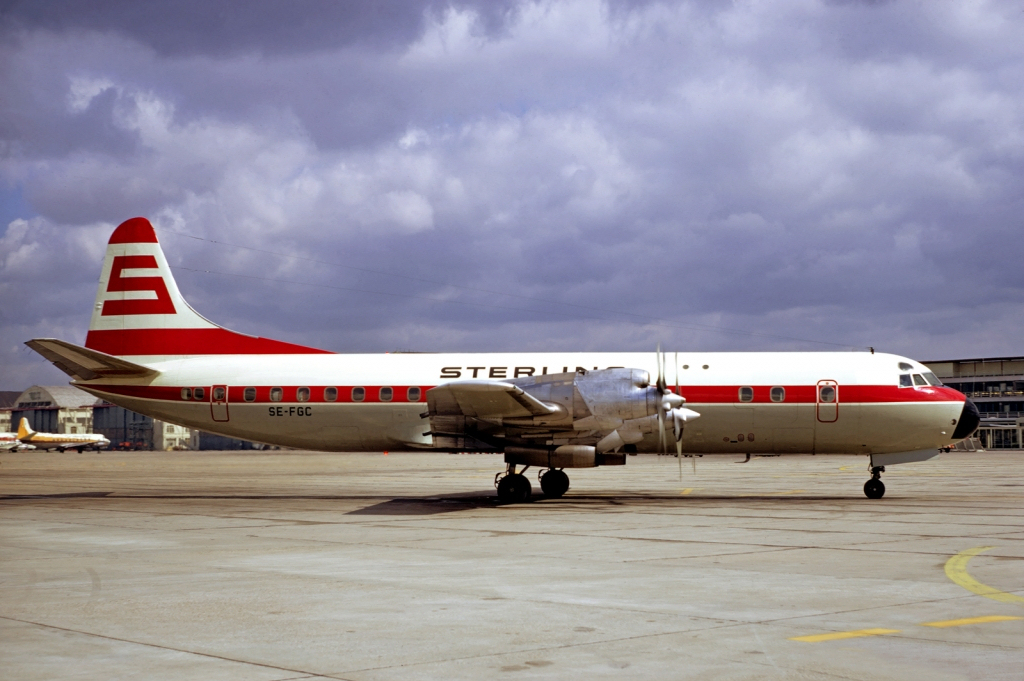
Sterling Airways L-188C SE-FGC på Paris/Le Bourgets flygplats, 1972
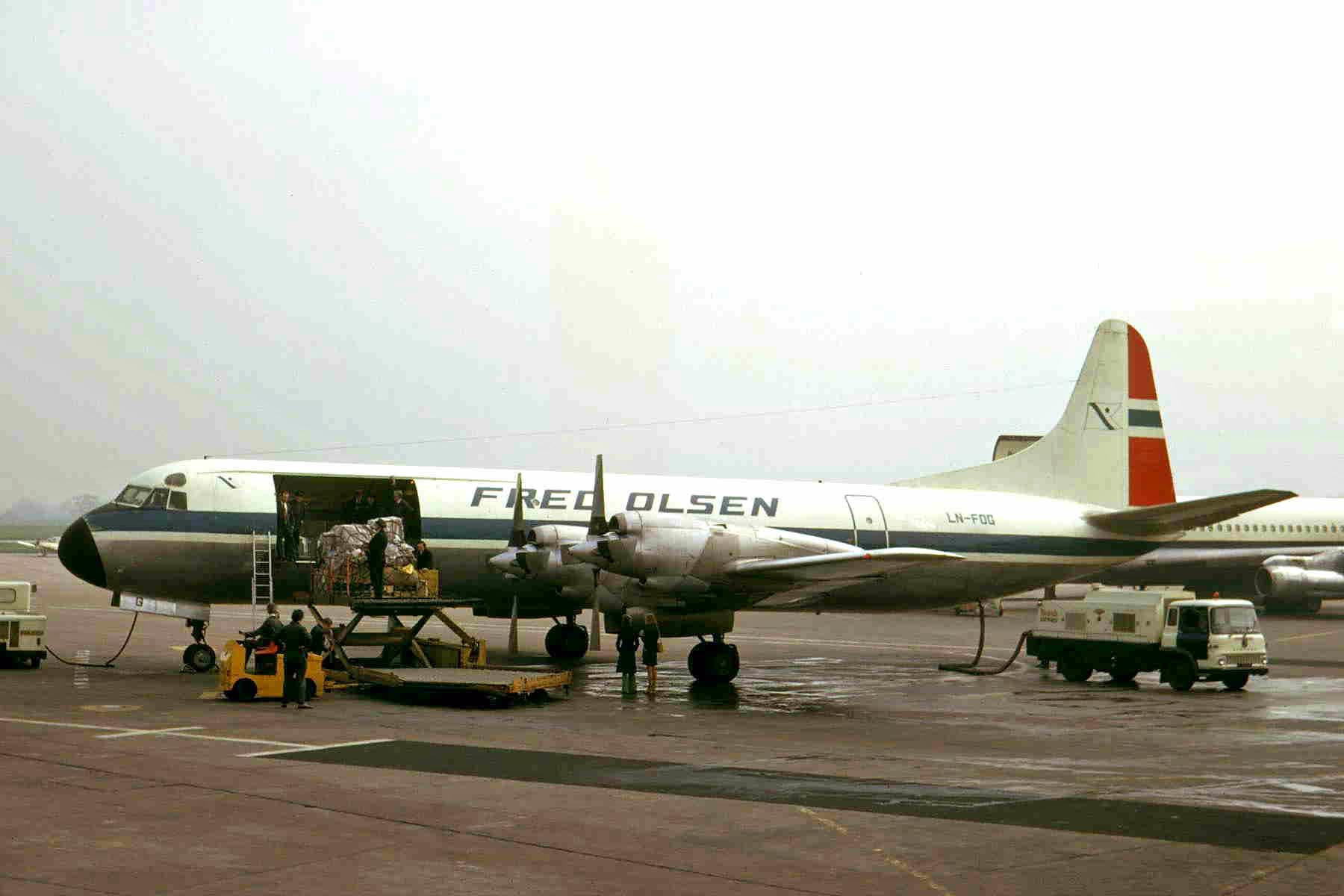
Fred Olsen L-188C(F) LN-FOG (fraktflyg) på Manchester Airport, 1975.
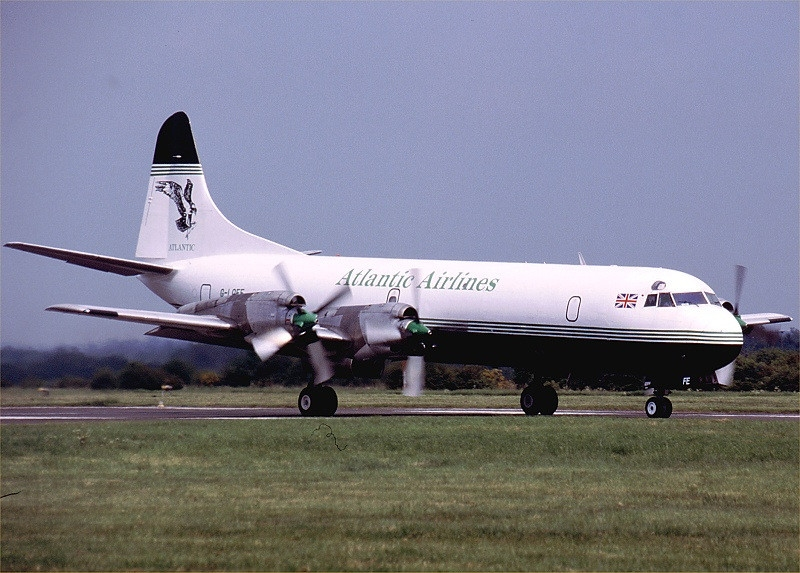
Atlantic Airlines L-188A G-LOFE på Coventry Airport, 2003.
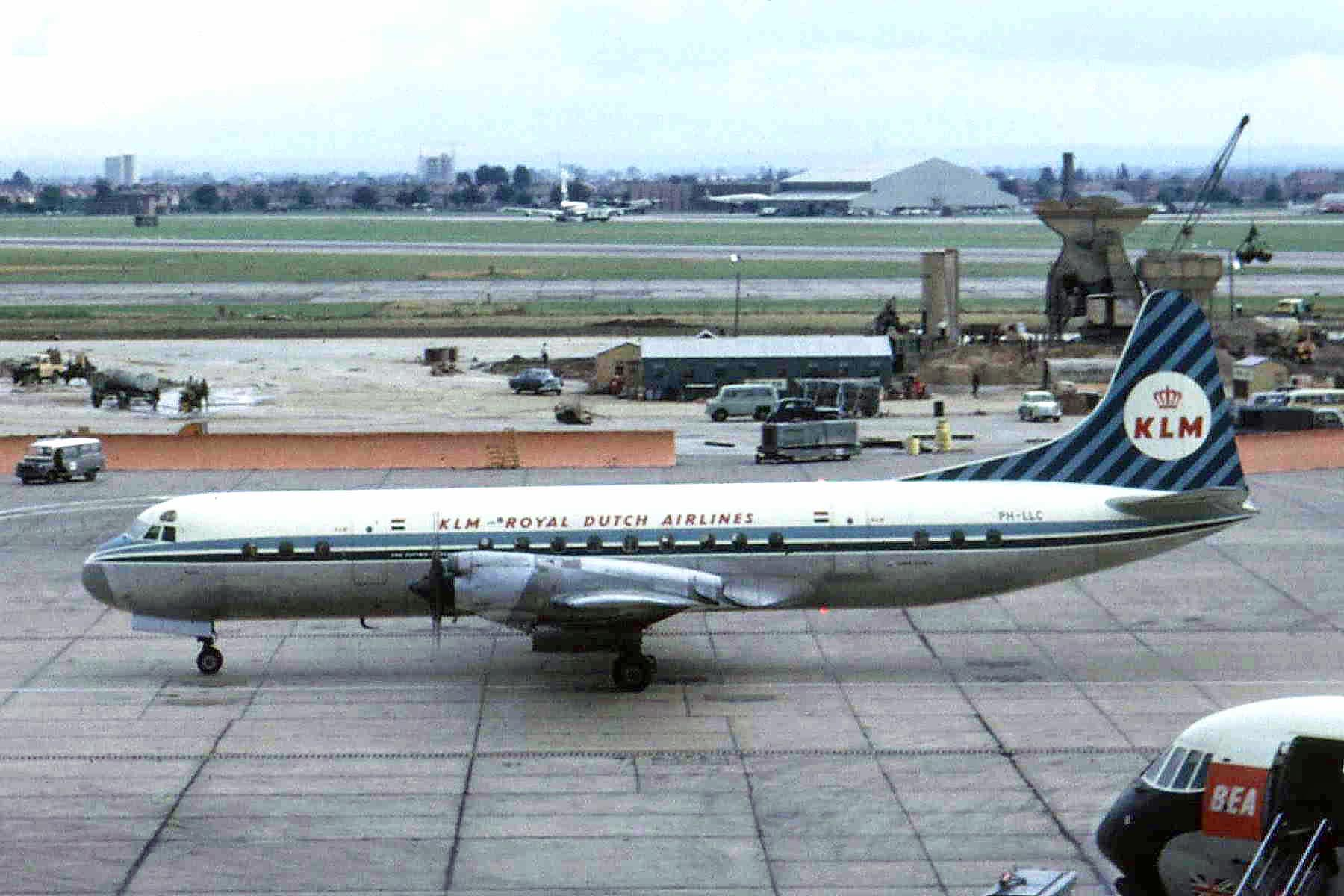
KLM L-188C PH-LLC på London-Heathrow, 1963.
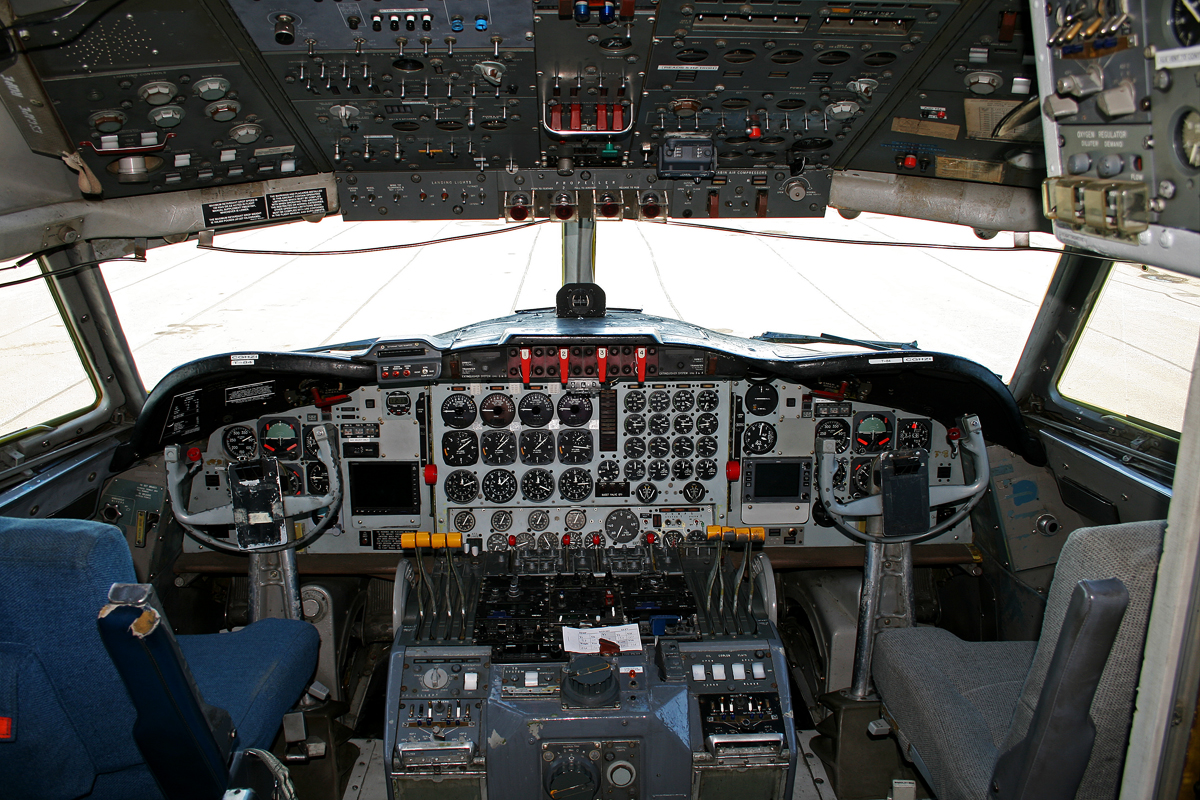
Cockpit

## Källhänvisningar
1. ↑  Peter Alles-Fernandez: Flugzeuge von A bis Z, Band 3, Bernard & Graefe Verlag, Koblenz 1989, s. 45. ISBN 3-7637-5905-0. (tyska)
2. ↑  René Francillon: Lockheed Aircraft since 1913. Putnam, London 1987, s. 402. ISBN 0-85177-805-4. (engelska)
3. ↑  "The Lockheed L-188 Electra". Airliners.net. Läst 26 januari 2015. (engelska)
4. ↑  Leonard Bridgman: Jane's All The World's Aircraft, 1959–60. Sampson Low, Marston & Company, London 1959, s. 330–331. (engelska)
5. ↑  William Green, Gerald Pollinger: The Observer's Book of Aircraft, 1960, Frederick Warne & Co., London 1960, s. 154-155. (engelska)
6. ↑  Ulrich Klee, Frank Bucher et al. jp airline-fleets international. Zürich-Airport, 1966–2007 (engelska)